# Dapsilarthra rufiventris
Dapsilarthra rufiventris är en stekelart som först beskrevs av Christian Gottfried Daniel Nees von Esenbeck 1812.  Dapsilarthra rufiventris ingår i släktet Dapsilarthra och familjen bracksteklar. Arten är reproducerande i Sverige. Inga underarter finns listade i Catalogue of Life.